# Cerambyx scopolii
El pequeño capricornio (Cerambyx scopolii) es una especie de coleópteros perteneciente a la familia de los escarabajos longicornios originaria de Europa.

## Descripción
Totalmente negro y brillante, mide de 17 a 28 mm. Sus antenas son largas, de ahí los nombres de capricornio o escarabajo de cuernos largos.
Según algunos autores, estas desproporcionadas antenas le sirven como péndulo en vuelo.

## Distribución
Se encuentra en toda Europa hasta el Cáucaso, así como en el norte de África, Oriente Medio y América del Norte (Quebec).

## Hábitat
Sus larvas perforadoras de la madera se desarrollan en robles, sauces y castaños, y con suficiente densidad pueden matar un árbol.